# دهه ۴۱۰ (پیش از میلاد)

مرزبندی دهه 145 پیش از میلاد

دهه ۴۱۰ (پیش از میلاد) ۴۱مین دهه قبل از مبدا شروع تقویم میلادی است.